# Байконуров, Омирхан Аймагамбетович
Омирхан Аймагамбетович Байконуров (каз. Байқоңыров Өмірхан Аймағамбетұлы) (14 сентября 1912 — 15 марта 1980) — казахский советский учёный в области горного дела, профессор (1960), академик АН Казахской ССР (1962), доктор технических наук (1972), заслуженный работник высшей школы Казахской ССР (1971).

## Биография
Являлся членом КПСС с 1938 года. В 1940—1943 годах работал начальником смены, начальником шахты Джезказганского рудника, в 1943—1952 годах — начальником шахтоуправления Джезказганского мелькомбината.
В 1952—1962 годах работал ректором Казахского политехнического института, в 1962—1964 годах — академик секретарь АН Казахской ССР и заведующий лабораторией геофизических методов исследования Института горного дела АН Казахской ССР. С 1965 года — заведующий кафедрой КазПТИ. Награждён орденом Ленина, другими орденами и медалями.
Скончался 15 марта 1980 года, похоронен на Кенсайском кладбище.

## Сочинения
Основные труды Байконурова посвящены вопросам поточной подземной разработки месторождений, сейсмической безопасности выработок, исследованиям физико-механических свойств горных пород, общей классификацией разработки месторождений. Занимался также проблемой комплексной механизации при камерной системе разработки.
Автор свыше 300 научных трудов, в том числе 15 монографий, среди которых:
- Совершенствование днищ блоков на рудниках. — М., 1977.
- Методы контроля физико-технических параметров подземной разработки руд. — Алма-Ата, 1979.
- Комплексная механизация подземной разработки руд. — М., 1981.
- Классификация и выбор методов подземной разработки месторождений. — Алма-Ата, 1969.
- Основы горной геофизики. — Алма-Ата, 1970.
- Подземная разработка месторождений с закладкой. — Алма-Ата, 1972.
- Пластичные конвейеры для скальных пород и руд. — Алма-Ата, 1970.

## Память
Его имя носят:
- Жезказганский университет имени О. А. Байконурова;
- Входящий в состав КазНИТУ Институт горного дела имени О. А. Байконурова[4].